# ماريا كونسيبسيون سيزار
ماريا كونسيبسيون سيزار (بالإسبانية: María Concepción César)‏ هي نجمة سينما ‏ وممثلة أرجنتينية، ولدت في 25 أكتوبر 1926 في بوينس آيرس في الأرجنتين، وتوفي بنفس المكان في 26 يوليو 2018 بسبب مرض آلزهايمر.

## وصلات خارجية
- ماريا كونسيبسيون سيزار على موقع IMDb (الإنجليزية)
- ماريا كونسيبسيون سيزار على موقع قاعدة بيانات الفيلم (الإنجليزية)